# (18965) Lazenby
(18965) Lazenby (2000 QR142) – planetoida z pasa głównego asteroid okrążająca Słońce w ciągu 3,43 lat w średniej odległości 2,28 j.a. Odkryta 31 sierpnia 2000 roku.